# Liste des chapitres de Racaille Blues
 (juin 2022).
La mise en forme du texte ne suit pas les recommandations de Wikipédia : il faut le « wikifier ».
Les points d'amélioration suivants sont les cas les plus fréquents. Le détail des points à revoir est peut-être précisé sur la page de discussion.
- Les titres sont pré-formatés par le logiciel. Ils ne sont ni en capitales, ni en gras.
- Le texte ne doit pas être écrit en capitales (les noms de famille non plus), ni en gras, ni en italique, ni en « petit »…
- Le gras n'est utilisé que pour surligner le titre de l'article dans l'introduction, une seule fois.
- L'italique est rarement utilisé : mots en langue étrangère, titres d'œuvres, noms de bateaux, etc.
- Les citations ne sont pas en italique mais en corps de texte normal. Elles sont entourées par des guillemets français : « et ».
- Les listes à puces sont à éviter, des paragraphes rédigés étant largement préférés. Les tableaux sont à réserver à la présentation de données structurées (résultats, etc.).
- Les appels de note de bas de page (petits chiffres en exposant, introduits par l'outil «  Source ») sont à placer entre la fin de phrase et le point final[comme ça].
- Les liens internes (vers d'autres articles de Wikipédia) sont à choisir avec parcimonie. Créez des liens vers des articles approfondissant le sujet. Les termes génériques sans rapport avec le sujet sont à éviter, ainsi que les répétitions de liens vers un même terme.
- Les liens externes sont à placer uniquement dans une section « Liens externes », à la fin de l'article. Ces liens sont à choisir avec parcimonie suivant les règles définies. Si un lien sert de source à l'article, son insertion dans le texte est à faire par les notes de bas de page.
- La présentation des références doit suivre les conventions bibliographiques. Il est recommandé d'utiliser les modèles {{Ouvrage}}, {{Chapitre}}, {{Article}}, {{Lien web}} et/ou {{Bibliographie}}. Le mode d'édition visuel peut mettre en forme automatiquement les références.
- Insérer une infobox (cadre d'informations à droite) n'est pas obligatoire pour parachever la mise en page.

Pour une aide détaillée, merci de consulter Aide:Wikification.
Si vous pensez que ces points ont été résolus, vous pouvez retirer ce bandeau et améliorer la mise en forme d'un autre article.
Cet article est un complément de l'article sur le manga Racaille Blues de Masanori Morita. Il contient la liste des chapitres du manga.
La série a été prépubliée dans le Weekly Shōnen Jump de l'éditeur Shūeisha à partir du numéro 25 de l'année 1988 sorti le 30 mai 1988 au numéro 10 de l'année 1997 sorti le 17 février 1997,. Shūeisha publie les chapitres sous le format tankōbon avec un total de 42 volumes entre 1989 et 1997,. Une deuxième édition, au format bunko, est publiée entre 2002 et 2003,. Une troisième édition, au format kanzenban, est publiée entre 2008 et 2009,. En France, la première édition est publiée aux éditions J'ai lu entre 2002 et 2005. L'édition bunko est publiée en grand format chez Pika Édition depuis juin 2022,,.

## Liste des volumes

### Racaille Blues

#### Volumes 1 à 10
| no                                                     | Japonais          | Japonais      | Français          | Français          |
| no                                                     | Date de sortie    | ISBN          | Date de sortie    | ISBN              |
| ------------------------------------------------------ | ----------------- | ------------- | ----------------- | ----------------- |
| 1                                                      | 10 janvier 1989   | 4-08-871401-6 | 19 janvier 2002   | 978-2-29-006125-1 |
| Titre du volume : Voici Taison                         |                   |               |                   |                   |
| 2                                                      | 10 avril 1989     | 4-08-871402-4 | 19 février 2002   | 978-2-29-006128-2 |
| Titre du volume : 1/2 SATISFACTION                     |                   |               |                   |                   |
| 3                                                      | 10 juillet 1989   | 4-08-871403-2 | 26 mars 2002      | 978-2-29-031775-4 |
| Titre du volume : Natsumi                              |                   |               |                   |                   |
| 4                                                      | 8 septembre 1989  | 4-08-871404-0 | 25 avril 2002     | 978-2-29-031805-8 |
| Titre du volume : Bonne chance, Hatanaka !             |                   |               |                   |                   |
| 5                                                      | 10 novembre 1989  | 4-08-871405-9 | 22 mai 2002       | 978-2-29-031825-6 |
| Titre du volume : STAIRWAY TO HEAVEN                   |                   |               |                   |                   |
| 6                                                      | 10 janvier 1990   | 4-08-871406-7 | 17 juin 2002      | 978-2-29-031850-8 |
| Titre du volume : HONKY TONK MAN                       |                   |               |                   |                   |
| 7                                                      | 9 mars 1990       | 4-08-871407-5 | 24 juillet 2002   | 978-2-29-031943-7 |
| Titre du volume : Épreuve de force                     |                   |               |                   |                   |
| 8                                                      | 10 mai 1990       | 4-08-871408-3 | 19 août 2002      | 978-2-29-031944-4 |
| Titre du volume : L'appel du sud                       |                   |               |                   |                   |
| 9                                                      | 10 juillet 1990   | 4-08-871409-1 | 27 septembre 2002 | 978-2-29-031945-1 |
| Titre du volume : Pourquoi Taison est parti pour Tokyo |                   |               |                   |                   |
| 10                                                     | 10 septembre 1990 | 4-08-871410-5 | 24 octobre 2002   | 978-2-29-032028-0 |
| Titre du volume : MIXED EMOTION                        |                   |               |                   |                   |

#### Volumes 11 à 20
| no                                        | Japonais          | Japonais      | Français         | Français          |
| no                                        | Date de sortie    | ISBN          | Date de sortie   | ISBN              |
| ----------------------------------------- | ----------------- | ------------- | ---------------- | ----------------- |
| 11                                        | 9 novembre 1990   | 4-08-871411-3 | 17 novembre 2002 | 9782290319475     |
| Titre du volume : SOUL                    |                   |               |                  |                   |
| 12                                        | 10 janvier 1991   | 4-08-871412-1 | 18 décembre 2002 | 978-2-29-031948-2 |
| Titre du volume : NO FUTURE               |                   |               |                  |                   |
| 13                                        | 8 mars 1991       | 4-08-871413-X | 24 janvier 2003  | 978-2-29-032803-3 |
| Titre du volume : MONY, MONY              |                   |               |                  |                   |
| 14                                        | 10 juin 1991      | 4-08-871414-8 | 16 février 2003  | 978-2-29-032806-4 |
| Titre du volume : Virée à Shibuya         |                   |               |                  |                   |
| 15                                        | 10 septembre 1991 | 4-08-871415-6 | 19 mars 2003     | 978-2-29-032823-1 |
| Titre du volume : SEARCH AND DESTROY      |                   |               |                  |                   |
| 16                                        | 8 novembre 1991   | 4-08-871416-4 | 25 avril 2003    | 978-2-29-032832-3 |
| Titre du volume : Ah ! Belle jeunesse...  |                   |               |                  |                   |
| 17                                        | 10 février 1992   | 4-08-871417-2 | 16 mai 2003      | 978-2-29-032833-0 |
| Titre du volume : LOST IN THE HIGH SCHOOL |                   |               |                  |                   |
| 18                                        | 10 juin 1992      | 4-08-871418-0 | 29 juin 2003     | 978-2-29-032834-7 |
| Titre du volume : HAPPY WEDDING           |                   |               |                  |                   |
| 19                                        | 4 août 1992       | 4-08-871419-9 | 15 juillet 2003  | 978-2-29-032941-2 |
| Titre du volume : STATION TO STATION      |                   |               |                  |                   |
| 20                                        | 2 octobre 1992    | 4-08-871420-2 | 23 août 2003     | 978-2-29-032950-4 |
| Titre du volume : SHE SMILED PRETTY       |                   |               |                  |                   |

#### Volumes 21 à 30
| no                                        | Japonais         | Japonais      | Français          | Français          |
| no                                        | Date de sortie   | ISBN          | Date de sortie    | ISBN              |
| ----------------------------------------- | ---------------- | ------------- | ----------------- | ----------------- |
| 21                                        | 2 décembre 1992  | 4-08-871731-7 | 17 septembre 2003 | 978-2-29-032955-9 |
| Titre du volume : YONEKURA RIOT STRUCTURE |                  |               |                   |                   |
| 22                                        | 4 février 1993   | 4-08-871732-5 | 24 octobre 2003   | 978-2-29-032964-1 |
| Titre du volume : LET'S GET ON !          |                  |               |                   |                   |
| 23                                        | 2 avril 1993     | 4-08-871733-3 | 20 novembre 2003  | 978-2-29-032968-9 |
| Titre du volume : VICIOUS                 |                  |               |                   |                   |
| 24                                        | 4 juin 1993      | 4-08-871734-1 | 16 décembre 2003  | 978-2-29-032972-6 |
| Titre du volume : HANG ON TO YOURSELF     |                  |               |                   |                   |
| 25                                        | 4 août 1993      | 4-08-871735-X | 26 janvier 2004   | 978-2-29-033787-5 |
| Titre du volume : MARCY                   |                  |               |                   |                   |
| 26                                        | 4 octobre 1993   | 4-08-871736-8 | 20 février 2004   | 978-2-29-033790-5 |
| Titre du volume : BABY, DON'T WORRY       |                  |               |                   |                   |
| 27                                        | 24 décembre 1993 | 4-08-871737-6 | 29 mars 2004      | 978-2-29-034063-9 |
| Titre du volume : BLACK AND BLUE          |                  |               |                   |                   |
| 28                                        | 2 mai 1994       | 4-08-871738-4 | 24 août 2004      | 978-2-29-034065-3 |
| Titre du volume : GIVE'EM ENOUGH ROPE     |                  |               |                   |                   |
| 29                                        | 2 septembre 1994 | 4-08-871739-2 | 19 mai 2004       | 978-2-29-034144-5 |
| Titre du volume : ROUGH AND TUMBLE        |                  |               |                   |                   |
| 30                                        | 4 novembre 1994  | 4-08-871740-6 | 29 juin 2004      | 978-2-29-034150-6 |
| Titre du volume : WALK ABOUT THE STREET   |                  |               |                   |                   |

#### Volumes 31 à 40
| no                                        | Japonais          | Japonais      | Français          | Français          |
| no                                        | Date de sortie    | ISBN          | Date de sortie    | ISBN              |
| ----------------------------------------- | ----------------- | ------------- | ----------------- | ----------------- |
| 31                                        | 3 février 1995    | 4-08-871741-4 | 15 juillet 2004   | 978-2-29-034154-4 |
| Titre du volume : TONIGHT'S THE NIGHT     |                   |               |                   |                   |
| 32                                        | 4 avril 1995      | 4-08-871742-2 | 27 août 2004      | 978-2-29-034202-2 |
| Titre du volume : THE MAN OF THE MEN      |                   |               |                   |                   |
| 33                                        | 2 juin 1995       | 4-08-871743-0 | 20 septembre 2004 | 978-2-29-034203-9 |
| Titre du volume : WHITE BOX               |                   |               |                   |                   |
| 34                                        | 4 août 1995       | 4-08-871744-9 | 26 octobre 2004   | 978-2-29-034204-6 |
| Titre du volume : UNDER MY THUMB          |                   |               |                   |                   |
| 35                                        | 4 octobre 1995    | 4-08-871745-7 | 23 novembre 2004  | 978-2-29-034205-3 |
| Titre du volume : READY STEADY GO         |                   |               |                   |                   |
| 36                                        | 1er décembre 1995 | 4-08-871746-5 | 23 décembre 2004  | 978-2-29-034206-0 |
| Titre du volume : DENY                    |                   |               |                   |                   |
| 37                                        | 2 février 1996    | 4-08-871747-3 | 24 janvier 2005   | 978-2-29-034395-1 |
| Titre du volume : BOYS ALWAYS WORK IT OUT |                   |               |                   |                   |
| 38                                        | 10 mai 1996       | 4-08-871748-1 | 28 février 2005   | 978-2-29-034397-5 |
| Titre du volume : ROLLING ON              |                   |               |                   |                   |
| 39                                        | 2 août 1996       | 4-08-871749-X | 27 mars 2005      | 978-2-29-034504-7 |
| Titre du volume : SWEET LITTLE SIXTEEN    |                   |               |                   |                   |
| 40                                        | 1er novembre 1996 | 4-08-871750-3 | 26 avril 2005     | 978-2-29-034508-5 |
| Titre du volume : LOVE ME TENDER          |                   |               |                   |                   |

#### Volumes 41 à 42
| no                                     | Japonais       | Japonais      | Français       | Français          |
| no                                     | Date de sortie | ISBN          | Date de sortie | ISBN              |
| -------------------------------------- | -------------- | ------------- | -------------- | ----------------- |
| 41                                     | 4 février 1997 | 4-08-872371-6 | 25 mai 2005    | 978-2-29-034513-9 |
| Titre du volume : SALLY TALKING        |                |               |                |                   |
| 42                                     | 4 avril 1997   | 4-08-872372-4 | 24 juin 2005   | 978-2-29-034522-1 |
| Titre du volume : LIKE A ROLLING STONE |                |               |                |                   |

### Rokudenashi Blues ÉditionMasterpiece

#### Volumes 1 à 10
| no | Japonais         | Japonais      | Français         | Français          |
| no | Date de sortie   | ISBN          | Date de sortie   | ISBN              |
| --- | ---------------- | ------------- | ---------------- | ----------------- |
| 1 | 12 décembre 2002 | 4-08-617878-8 | 1er juin 2022    | 978-2-81-166831-0 |
| Personnage en couverture : Taison MaedaListe des chapitres : - Chapitre 1 : Here comes Taison (Here comes 太尊) - Chapitre 2 : Devenir champion du monde (世界チャンピオン志願, Sekai chanpion shigan) - Chapitre 3 : Just another man - Chapitre 4 : Queue-de-cheval et bravoure (ポニーテールと男気と, Ponītēru to otokogi to) - Chapitre 5 : DO.HA.TSU-TEN... ! (Fou de rage) (DO・HA・TSU-TEN...！(怒髪天), DO・HA・TSU-TEN...! (Dohatten)) - Chapitre 6 : "Return" - Le retour du guerrier (<RETURN>戦士の帰還, <RETURN> Senshi no kikan) - Chapitre 7 : ROUND 2 - Chapitre 8 : It's just a shot away - Chapitre 9 : La raison de se battre (闘う理由, Tatakau riyū) - Chapitre 10 : PRIDE - Chapitre 11 : Pour quelqu'un... (誰が為に..., Daregatame ni...) - Chapitre 12 : Explosion ! (炸裂!!, Sakuretsu!!) - Chapitre 13 : Danger, danger - Chapitre 14 : Half a satisfaction - Chapitre 15 : Union of the rude people |                  |               |                  |                   |
| 2 | 12 décembre 2002 | 4-08-617879-6 | 24 août 2022     | 978-2-81-166832-7 |
| Personnages en couverture : Taison Maeda, Katsuji Yamashita et Yoneji SawamuraListe des chapitres : - Chapitre 16 : L'ivrogne déchaîné (暴れ上戸, Abare jōgo) - Chapitre 17 : At the cafeteria - Chapitre 18 : L'été de Katsuji (勝嗣の夏, Katsuji no natsu) - Chapitre 19 : NATSUMI - Chapitre 20 : La position de Taison et les sentiments de Chiaki (千秋の気持ちと太尊の立場, Senshū no kimochi to Taison no tachiba) - Chapitre 21 : Poings d'acier (鉄の拳, Tetsu no ken) - Chapitre 22 : Let's spend the night - Chapitre 23 : UNDER PRESSURE - Chapitre 24 : Retrouvez Chiaki ! (千秋をさがせ！, Senshū o sagase!) - Chapitre 25 : La demande de Natsumi hier soir (昨夜のなつみの頼み事, Sakuya no Natsumi no tanomi koto) - Chapitre 26 : THROW AWAY - Chapitre 27 : Talk is Cheap "Te plains pas !" (Talk is cheap"ガタガタ言うな！", Talk is cheap "Gatagata iu na!") - Chapitre 28 : TIME UP - Chapitre 29 : SATISFACTION - Chapitre 30 : Le bad prof fait une fixette sur les cheveux (不良教師は髪にこだわる, Furyō kyōshi wa kami ni kodawaru) - Chapitre 31 : "Sous son emprise…" La copine de Yoneji「NAGASARETE•••」米示のカノジョ!? (「NAGASARETE•••」 Yoneji no kanojo!?) - Chapitre 32 : Till the next goodbye |                  |               |                  |                   |
| 3 | 18 février 2003  | 4-08-617880-X | 5 octobre 2022   | 978-2-81-166833-4 |
| Personnages en couverture : Taison Maeda, Katsuji Yamashita et Yoneji SawamuraListe des chapitres : - Chapitre 33 : Les prétentions d'un bouffon (たわけ者の主張, Tawakemono no shuchō) - Chapitre 34 : Good Luck, Hatanaka ! (GOOD LUCK 畑中！, GOOD LUCK Hatanaka!) - Chapitre 35 : The survival - Joka contre-attaque (THE SURVIVAL 逆襲の井岡, THE SURVIVAL Gyakushū no Ioka) - Chapitre 36 : THE STING――Art of selfdefense - Chapitre 37 : Le jour des chocolats (チョコレートの日, Chokorēto no hi) - Chapitre 38 : Gros délire (これも理不尽, Kore mo rifujin) - Chapitre 39 : Autant en emporte le vent ? (風と共に去りぬ!?, Kaze to tomoni sarinu!?) - Chapitre 40 : SCARFACE MEMORY - Chapitre 41 : Tora ! Tora ! (トラ トラ トラ, Tora Tora Tora) - Chapitre 42 : BLOW, BLOW, BLOW - Chapitre 43 : STAIRWAY TO HEAVEN - Chapitre 44 : Une telle aubaine ne se représentera pas (こんな好機はまたとない, Kon'na kōki wa matatonai) - Chapitre 45 : Hey brother! - Chapitre 46 : Individus supects (疑惑の人びと, Giwaku no hitobito) - Chapitre 47 : Je veux faire du baseball ! (野球がしたい, Yakyū ga shitai) - Chapitre 48 : Parfois, Koheiji déchire (たまにはこんな小兵二, Tamani wa kon'na Koheiji) |                  |               |                  |                   |
| 4 | 18 février 2003  | 4-08-617881-8 | 7 décembre 2022  | 978-2-81-166834-1 |
| Personnage en couverture : Taison MaedaListe des chapitres : - Chapitre 49 : TO BE A BOXER - Chapitre 50 : Ça fait tellement comédie romantique (It's so ラブコメ, It's so Rabukome) - Chapitre 51 : HONKY TONK MAN - Chapitre 52 : Leaving school in mid-course - Chapitre 53 : Retour au bercail (太尊の帰る所, Futo mikoto no kaeru tokoro) - Chapitre 54 : Ce qui copte pour Kazumi (和美の大切なもの, Kazumi no taisetsu na mono) - Chapitre 55 : Mieux vaut ne pas l'approcher (こんな時は近づかない方がいい, Kon'na toki ha chikkadzukanai kata ga ii) - Chapitre 56 : 1500 mètres à fond les ballons (激走1500M, Gekisō 1500M) - Chapitre 57 : Les débuts de Koheiji (小兵二デビュー, Koheiji ni debyū) - Chapitre 58 : All the way down - Chapitre 59 : Marlboro Man (マルボロの男, Maruboro no otoko) - Chapitre 60 : CUT-MAN SEARCHING - Chapitre 61 : BOXER, BOXER - Chapitre 62 : BANG A GONG - Chapitre 63 : THE SHOWDOWN - Chapitre 64 : Même Chavez, même Léonard… (チャベスも,レナードも• • •, Chabetsu mo, renādo mo...) |                  |               |                  |                   |
| 5 | 18 mars 2003     | 4-08-617882-6 | 1er février 2023 | 978-2-81-166835-8 |
| Personnages en couverture : Taison Maeda, Katsuji Yamashita et Yoneji SawamuraListe des chapitres : - Chapitre 65 : La mélancolie de Brutus (ブルータスみたいな井岡の憂鬱, Burūtasu mitai na Ioka no yūutsu) - Chapitre 66 : AS TEARS GO BY - Chapitre 67 : Lunch Time Boogie - Facéties d'un début d'après-midi (LUNCH TIME BOOGIE―とってもお茶目な昼下がり, LUNCH TIME BOOGIE - Tottemo o chamena hirusagari) - Chapitre 68 : Comment se faire respecter (偉い人の条件, Erai hito no jōken) - Chapitre 69 : Dead or Alive en rage (怒りのDEAD OR ALIVE, Ikari no DEAD OR ALIVE) - Chapitre 70 : Taison parle enfin de lui (ついに語られ始めた太尊の事情, Tsuini katara re hajimeta Taison no jijō) - Chapitre 71 : L'appel du Kansai (関<KANSAI>西 CALLING, Seki<KANSAI>nishi CALLING) - Chapitre 72 : Pas de vacarme dans le train (新幹線であばれるな, Shinkansen de abareru na) - Chapitre 73 : Elle est haute, la terrasse du temple Kiyomizu (清水の舞台はけっこう高い, Kiyomizunobutai wa kekkō takai) - Chapitre 74 : All your kisses still taste sweet - Chapitre 75 : Le raid des cinq de Kyokutô (極東五人衆討入, Kyokutō gonin shuu uchīri) - Chapitre 76 : NEED YOU TONIGHT - Chapitre 77 : La mère du petit doit être inquiète (プチの母親は心配しているか, Puchi no hahaoya wa shinpai shite iru ka) - Chapitre 78 : Une femme au volage (翻弄する女, Honrō suru on'na) - Chapitre 79 : STANDING IN THE SHADOW - Chapitre 80 : Shaolin (ショーリンジ, Shōrinji)                                     |                  |               |                  |                   |
| 6 | 18 mars 2003     | 4-08-617883-4 | 5 avril 2023     | 978-2-81-166836-5 |
| Personnage en couverture : Taison MaedaListe des chapitres : - Chapitre 81 : Tatsuyoshi (辰吉, Tatsuyoshi) - Chapitre 82 : Taison est parti à Tokyo (太尊は東京へ行った, Taison wa Tōkyō e itta) - Chapitre 83 : Naeryeo Chagi (ネリチャギ, Nerichagi) - Chapitre 84 : START IT UP - Chapitre 85 : NO MAS - Chapitre 86 : Un indécie et deux queues-de-cheval (煮えきらない野郎ともうひとりのポニーテール, Nie kiranai yarō to mō hitori no Ponītēru) - Chapitre 87 : Les sentiments de chacun (それぞれの気持ち, Sorezore no kimochi) - Chapitre 88 : Le plan de koheiji (小兵二PLANNING, Koheiji ni PLANNING) - Chapitre 89 : C'est moi qui la porte (俺が連れてく!!, Ore ga tsurete ku!!) - Chapitre 90 : fifteen minutes - Chapitre 91 : Au bout du voyage… (旅の終わりに•••, Tabi no owari ni...) - Chapitre 92 : BRAND NEW RUDE VOYS - Chapitre 93 : MIXED EMOTIONS - Chapitre 94 : Le secret inavouable de Shimabukuro (とても恥ずかしい島袋の秘密, Totemo hazukashī Shimabukuro no himitsu) - Chapitre 95 : Retour de Karma (人を呪わば穴二つ, Hito o norowaba ana futatsu) - Chapitre 96 : Junichi Nakajima, la battant (ファイター中島淳一, Faitā Nakajima Jun'ichi) |                  |               |                  |                   |
| 7 | 18 avril 2003    | 4-08-617884-2 | 7 juin 2023      | 978-2-81-166837-2 |
| Personnage en couverture : Taison MaedaListe des chapitres : - Chapitre 97 : La malédiction du chat noir à l'oreille blanche (片方の耳だけは白い黒ネコのたたり, Katahō no mimi dake wa shiroi kuro neko no tatari) - Chapitre 98 : CAREER OPPORTUNITIES - Chapitre 99 : Seiji s'obstine (それでも誠二は•••, Soredemo Seiji wa) - Chapitre 100 : Renvoyé (退学, Taigaku) - Chapitre 101 : Une Battle Royal stupide et héroïque (くだらなくも壮絶なバトルロイヤル, Kudaranaku mo sōzetsuna batoruroiyaru) - Chapitre spécial : Rokudenashi Blues Mini ♡- Numéro 1 ([ろくでなしぶるーちゅ♡VOL.1], [Rokudenashi Buru-chu ♡VOL.1]) - Chapitre 102 : From U.S.A. - Chapitre 103 : J.B.C. - Chapitre 104 : Souffrance (つらい想い, Tsurai omoi) - Chapitre 105 : Un boxeur n'est pas libre (ボクサーは不自由だ, Bokusā wa fujiyūda) - Chapitre 106 : TIME FOR TRUTH - Chapitre 107 : SOUL - Chapitre 108 : Là ou je suis chez moi (いごこちのいい場所, Igokochi no ī basho) - Chapitre 109 : Vends-moi du rêve (夢をください, Yume o kudasai) - Chapitre 110 : NO FUTURE - Chapitre 111 : IT'S ALL RIGHT - Chapitre 112 : Maeda, version fille (前田 girl version, Maeda girl version) - Chapitre 113 : Une combativité inébranlable (不屈の闘志, Fukutsu no tōshi) |                  |               |                  |                   |
| 8 | 18 avril 2003    | 4-08-617885-0 | 30 août 2023     | 978-2-81-166838-9 |
| Personnages en couverture : Taison Maeda, Katsuji Yamashita, Yoneji Sawamura, Ohashi Hidekazu, Wajima Masutatsu, Mutoo Akiyoshi, Joichiro Toguchi, Harada Seikichi et Seiji ToguchiListe des chapitres : - Chapitre 114 : Souvenirs d'un soir assez mouvementé (わりとキッチュなあの夜の想い出, Wari to kichuna ano yoru no omoide) - Chapitre 115 : Le grand singe du nord et le cochon du sud (北の大ザル南のブタ, Kita no dai zaru minami no buta) - Chapitre 116 : Wide forehead, large nose - Chapitre 117 : Loyauté fraternelle (兄<KYŌDAI>弟 仁<JINGI>義, Ani<KYŌDAI>otōto jin<JINGI>yoshi) - Chapitre 118 : Linda, Linda (「リンダ リンダ」, 「Rinda Rinda」) - Chapitre 119 : Accroche-toi ! (努力をしよう, Doryoku o shiyō) - Chapitre 120 : Nous sommes Taison (I am 太尊―悲しき男達―, I am Taison - Kanashiki otokotachi -) - Chapitre 121 : "CHERRY"hard money - Chapitre 122 : Coup de tonnerre dans l'Azur (青天のHEKIREKI, Seiten no HEKIREKI) - Chapitre 123 : Tu veux ou tu veux pas te marier (結婚したい したくない, Kekkonshitai shitakunai) - Chapitre 124 : Shinran rit jaune (親鸞の苦笑い, Shinran no nigawarai) - Chapitre 125 : MONY MONY - Chapitre 126 : Fidèle à moi-même… (自分らし•••, Jibunrashi...) - Chapitre 127 : Grandes aspirations (燕雀安んぞ鴻鵠の志を知らんや) - Chapitre 128 : L'évolution du style (そのスタイルの進歩, Sono sutairu no shinpo) - Chapitre 129 : TAKE IT SO EASY - Chapitre spécial : Mini Blues à gogo ♡ (ぶるーちゅ♡がいっぱい, Buru-chu ♡ Ga ippai) |                  |               |                  |                   |
| 9 | 16 mai 2003      | 4-08-617886-9 | 18 octobre 2023  | 978-2-81-166839-6 |
| Personnage en couverture : Taison MaedaListe des chapitres : - Chapitre 130 : Virée à Shibuya (渋谷へ行こう, Shibuya e ikō) - Chapitre 131 : Des billets pour une fête (パーティー券を売れ！, Pātī-ken o ure!) - Chapitre 132 : Qui cherche… (捜している途中, Sagashite iru tochū) - Chapitre 133 : MEANS OF ESCAPE - Chapitre 134 : IN THE HEART - Chapitre 135 : BLEED ALL ROUND - Chapitre 136 : La chute ! (墜落！, Tsuitaku!) - Chapitre 137 : Search And Destroy - Chapitre 138 : Champion de l'amitié (愛の戦士, Ai no senshi) - Chapitre 139 : 6MARU8 - Chapitre 140 : Le vendeur de Takoyaki du parc (公園のタコ焼き屋, Kōen no takoyaki-ya) - Chapitre 141 : À l'autre bout du fil (受話器の向こう側, Juwaki no mukō-gawa) - Chapitre 142 : Camaraderie (仲間意識, Nakama ishiki) - Chapitre 143 : L'énergie du désespoir (引かれ者の小唄, Hikaremono no kōta) - Chapitre 144 : REAL fightin' - Chapitre 145 : ONE HIT TO THE JAW - Chapitre 146 : REVOLUTION |                  |               |                  |                   |
| 10 | 16 mai 2003      | 4-08-617887-7 | 6 décembre 2023  | 978-2-81-166840-2 |
| Personnages en couverture : Taison Maeda, Katsuji Yamashita et Yoneji SawamuraListe des chapitres : - Chapitre 147 : Coincé (手も足も出ない, Te mo ashi mo denai) - Chapitre 148 : CRUSH ON YOU - Chapitre 149 : ALL THE YOUNG CUNTS - Chapitre 150 : J'veux pas redoubler ! (留年はいやだ, Ryūnen wa iyada) - Chapitre spécial : "MORE"MANY BLUECHU ♡ - Chapitre 151 : Bouquet de souhaits (祝福の花束, Shukufuku no hanataba) - Chapitre 152 : Impossible de lui en vouloir (ホントは憎めない奴, Honto wa nikumenai yatsu) - Chapitre 153 : Une résolution (ある決心, Aru kesshin) - Chapitre 154 : Une question indiscrète pour Seikichi (OSEKKAI―成吉に訊け―, OSEKKAI - Nariyoshi ni kike -) - Chapitre 155 : Sixième printemps (六度目の春によせて, Roku-dome no haru ni yosete) - Chapitre 156 : Diplômés (卒業, Sotsugyō) - Chapitre 157 : La milice Koheiji (小兵二軍団, Koheiji ni gundan) - Chapitre 158 : Ananas (パイナップル, Painappuru) - Chapitre 159 : Lost in the high school - Chapitre 160 : Venez dans ma bande ! (仲間になろう, Nakama ni narō) - Chapitre 161 : LONELY BOY - Chapitre 162 : La bastion, on regarde mais on ne touche pas (ケンカは見守るもの, Kenka wa mimamoru mono) |                  |               |                  |                   |

#### Volumes 11 à 20
| no | Japonais          | Japonais      | Français        | Français          |
| no | Date de sortie    | ISBN          | Date de sortie  | ISBN              |
| --- | ----------------- | ------------- | --------------- | ----------------- |
| 11 | 18 juin 2003      | 4-08-617888-5 | 7 février 2024  | 978-2-81-166841-9 |
| Personnages en couverture : Taison Maeda, Katsuji Yamashita et Yoneji SawamuraListe des chapitres : - Chapitre 163 : Coupé net (切れ味するどく, Kireaji surudoku) - Chapitre 164 : Gonna Fight it - Chapitre 165 : Sous le bandana (バンダナの下, Bandana no shita) - Chapitre 166 : Le catch, c'est ton rayon (プロレスは得意か？, Puroresu wa tokui ka?) - Chapitre 167 : A MESSAGE TO YOU RUDY - Chapitre 168 : Personne ne sait ce qu'il y a dedans (ギンガム・チェックの中身は誰も知らない, Gingamu chekku no nakami wa daremoshiranai) - Chapitre 169 : Pauvre marchand des quatre saisons ! (かわいそうな八百屋さん, Kawaisōna yaoya-san) - Chapitre 170 : L'ananas contre-attaque (パイナップルの逆襲, Painappuru no gyakushū) - Chapitre 171 : SUMO-WRESTLING - Chapitre 172 : Le règlement, c'est moi (俺が校則だ, Ore ga kōsokuda) - Chapitre 173 : Prof de lycée, promo 1991 (高校教師'91, Kōkō kyōshi'91) - Chapitre 174 : DEAD PICTURE - Chapitre 175 : HAPPY WEDDING - Chapitre 176 : Nouvel art (新しい芸術, Atarashī geijutsu) - Chapitre spécial : Mini blues ♡ Ⅳ (ろくでなしぶるーちゅ♡Ⅳ, Rokudenashi Buru-chu ♡ Ⅳ) - Chapitre 177 : FOUR HEAVENLY KINGS - Chapitre 178 : Italia (伊太利屋, Itariya) |                   |               |                 |                   |
| 12 | 18 juin 2003      | 4-08-617889-3 | 3 avril 2024    | 978-2-81-166842-6 |
| Personnages en couverture : Taison Maeda et YakushijiListe des chapitres : - Chapitre 179 : Cours, Hiroto (走れヒロト, Hashire Hiroto) - Chapitre 180 : STATION TO STATION - Chapitre 181 : Prend la ligne Ginza (銀座線に乗りかえろ！, Ginzasen ni norikaero!) - Chapitre 182 : Asakusa KIDS (浅草KIDS, Asakusa KIDS) - Chapitre 183 : Crise à Hanayashiki (花やしきクライシス, Hanayashiki kuraishisu) - Chapitre 184 : Bac à sable (こどもの遊び場, Kodomo no asobiba) - Chapitre 185 : Une sale idée (ろくでもない思いつき, Ro kude mo nai omoitsuki) - Chapitre 186 : L'appelle pas par son prénom (気やすく呼ぶな, Ki yasuku yobu na) - Chapitre 187 : Grand exploit (金<KINBOSHI>星, Kin <KINBOSHI> Hoshi) - Chapitre 188 : SHE SMILED SWEETLY - Chapitre 189 : Punching game (パンチング・ゲーム, Panchingu gēmu) - Chapitre 190 : Break a deadlock - Chapitre 191 : HIGH KICKS - Chapitre 192 : Héroïne (ヒロイン, Hiroin) - Chapitre 193 : Fall in the river - Chapitre 194 : Ciao… (じゃあな, Jāna) - Chapitre spécial : Mini Blues ♡ Ⅴ (ろくでなしぶるーちゅ♡Ⅴ, Rokudenashi Buru-chu ♡ Ⅴ) |                   |               |                 |                   |
| 13 | 18 juillet 2003   | 4-08-617890-7 | 12 juin 2024    | 978-2-81-166843-3 |
| Personnage en couverture : Taison MaedaListe des chapitres : - Chapitre 195 : Vendez des T-shirts ! (Tシャツを売れ！, Tīshatsu o ure!) - Chapitre 196 : Renvoi collectif (集団停学事件, Shūdan teigaku jiken) - Chapitre 197 : Tokyo city elegy - Chapitre 198 : Present for you - Chapitre spécial : Mini Blues ♡ ⅤI (ろくでなしぶるーちゅ♡Ⅵ<, Rokudenashi Buru-chu ♡ Ⅵ) - Chapitre 199 : Yonekura RIOT STRUCTURE (米商 RIOT STRUCTURE, Komeshō RIOT STRUCTURE) - Chapitre 200 : Cogneur (武闘派, Budōha) - Chapitre 201 : À chacun sa philosophie (それぞれの美学, Sorezore no bigaku) - Chapitre 202 : Réconciliation (和解, Wakai) - Chapitre 203 : Situation imprévue (不測の事態, Fusoku no jitai) - Chapitre 204 : How much do you weigh now? - Chapitre 205 : Le talent du mi-mouches (蚊の実力, Ka no jitsuryoku) - Chapitre 206 : Essaie d'abord, avant de rigoler ! (試してから笑え, Tameshita kara warae) - Chapitre 207 : Taison lost to… (太尊 lost to•••, Taison lost to...) - Chapitre 208 : La bande des redoublants (留年組, Ryūnen-gumi) - Chapitre 209 : Let's get on! - Chapitre 210 : HIT AND AWAY |                   |               |                 |                   |
| 14 | 18 juillet 2003   | 4-08-617891-5 | 28 août 2024    | 978-2-81-166844-0 |
| Personnages en couverture : Taison Maeda, Katsuji Yamashita et Yoneji SawamuraListe des chapitres : - Chapitre 211 : Right Cross (ライト・クロス, Raito kurosu) - Chapitre 212 : Je vais vous montrer comment on s'entraîne (特訓の仕方教えます, Tokkun no shikata oshiemasu) - Chapitre 213 : Un sens à sa vie (人生の糧, Jinsei no kate) - Chapitre 214 : WEIGHT-CONTROL - Chapitre 215 : La photo de la gloire (栄光の被写体, Eikō no hishatai) - Chapitre 216 : La troisième fois (一年ぶり三度目, Ichinen-buri mitabime) - Chapitre 217 : Yell of soul - Chapitre 218 : VICIOUS - Chapitre 219 : Le défi du neuvième jour (九日目の挑戦, Kokonoka-me no chōsen) - Chapitre 220 : De la baston depuis toujours (昔からケンカばっかり, Mukashi kara kenka bakkari) - Chapitre 221 : On entend une rhapsodie (ラプソディーが聴こえる, Rapusodī ga kikoeru) - Chapitre 222 : Son of the bitch (サノバビッチ, Sanoba bitchi) - Chapitre 223 : Who's Mickey Rourke ? - Chapitre 224 : Pas question de perdre (負けず嫌い, Makezugirai) - Chapitre 225 : Le coup qui réveille (目覚めの一発, Mezame no ippatsu) - Chapitre 226 : Comment parer un Right Cross (ライトクロスを封じる方法, Raito kurosu o fūjiru hōhō) - Chapitre 227 : D'après le second… (セコンドが言う事には, Sekondo ga iu koto ni wa)                                                                                    |                   |               |                 |                   |
| 15 | 18 juillet 2003   | 4-08-617892-3 | 16 octobre 2024 | 978-2-81-166845-7 |
| Personnage en couverture : Taison MaedaListe des chapitres : - Chapitre 228 : Tu vas peut-être gagner (勝てるかも, Kateru kamo) - Chapitre 229 : Hang on to yourself - Chapitre 230 : The heaven's judgement - Chapitre spécial : Mini Blues ♡ Ⅶ (ろくでなしぶるーちゅ♡Ⅶ, Rokudenashi Buru-chu ♡ Ⅶ) - Chapitre 231 : NO WOMAN, NO CRY - Chapitre 232 : Majikama ?! (17) (マジかな!?(17), Maji ka na!? (17)) - Chapitre 233 : Même la patience d"un saint a ses limites (仏の顔も•••, Futsu no kao mo...) - Chapitre 234 : MARCY - Chapitre 235 : Natural consequence of one's deed - Chapitre 236 : Mauvais perdant (石に漱ぎ流れに枕する, Ishi ni susugi nagare ni makura suru) - Chapitre 237 : Éliminatoire (挑戦者決定戦, Chōsen-sha kettei-sen) - Chapitre 238 : À l'aise - Chapitre 239 : À vendre : serviettes-éponges (バスタオルも売れ！, Basu taoru mo ure!) - Chapitre 240 : Ma professeure adorée (ぼくの好きな先生, Boku no sukina sensei) - Chapitre 241 : Plein d'amour (愛がいっぱい, Ai ga ippai) - Chapitre 242 : We are the champ |                   |               |                 |                   |
| 16 | 8 août 2003       | 4-08-617893-1 | 4 décembre 2024 | 978-2-81-166846-4 |
| Personnages en couverture : Taison Maeda, Katsuji Yamashita, Yoneji Sawamura, Koheiji Nakata, Ohashi Hidekazu, Hiroto Ohba, Joichiro Toguchi, Seiji Toguchi, Ebihara Masatoshi, Ishimatsu et Mutoh AkiyoshiListe des chapitres : - Chapitre 243 : Vous avez un message (伝言あり, Dengon ari) - Chapitre 244 : Une frappe stupide (間抜けな勇み足, Manukena isamiashi) - Chapitre 245 : Cible (標(TARGET)的, Shimegi (TARGET) teki) - Chapitre 246 : Kasai d'Ikebukuro (池袋の葛西, Ikebukuro no Kasai) - Chapitre 247 : Baby, dont' worry - Chapitre 248 : Too much... - Chapitre 249 : Se battre ou fuir (やるか逃げるか, Yaru ka nigeru ka) - Chapitre 250 : T'es pas à la hauteur (かなうわけない, Kanau wake nai) - Chapitre 251 : No one shall be held in slavery - Chapitre 252 : Taison pète un câble (太尊キレる, Futo tōto Kireru) - Chapitre 253 : Déchirer de ouf (一番かっこよかった頃, Ichiban kakkoyokatta koro) - Chapitre 254 : JR a go go - Chapitre 255 : BLACK AND BLUE - Chapitre 256 : Sans foi ni loi (無法者の集団, Muhōmono no shūdan) - Chapitre 257 : Au pied de Sunshine City (サンシャインの下で, Sanshain no shita de) - Chapitre 258 : Three minutes passed - Chapitre 259 : Défaite écrasante (完敗, Kanpai) - Chapitre 260 : Peace and cruel days |                   |               |                 |                   |
| 17 | 8 août 2003       | 4-08-617894-X | 19 février 2025 | 978-2-81-166847-1 |
| Personnages en couverture : Taison Maeda, Katsuji Yamashita et Yoneji SawamuraListe des chapitres : - Chapitre 261 : Comme un poisson migrateur (回遊魚の生態, Kaiyū-gyo no seitai) - Chapitre 262 : Formes de souffrance (苦しみの形, Kurushimi no katachi) - Chapitre 263 : J'ai pas encore perdu (まだ負けてない, Mada make tenai) - Chapitre 264 : ALONE - Chapitre 265 : Koheiji est très occupé (忙しい小兵二, Isogashī Koheiji) - Chapitre 266 : GIVE'EM ENOUGH ROPE - Chapitre 267 : Panique à Kichijôji (パニック・イン・吉祥寺, Panikku in Kichijōji) - Chapitre 268 : A RED ZONE - Chapitre 269 : Les fugitifs (逃亡者たち, Tōbō-sha-tachi) - Chapitre 270 : S'acquitter de ses dettes (返済の義務, Hensai no gimu) - Chapitre 271 : Le parc d'Inokashira (井の頭公園, Inogashirakōen) - Chapitre 272 : Battle Royal (バトル・ロイヤル, Batoru roiyaru) - Chapitre 273 : Traverser le pont ! (七井橋をかけぬけろ！, Nanai hashi o kakenukero!) - Chapitre 274 : A CHEAP PRIDE - Chapitre 275 : BLUSTER (虚<BLUSTER>勢, Kyo <BLUSTER> Zei) - Chapitre 276 : Enfoiré en or massif (マッキンキンのうんこたれ, Makkinkin no unkotare) - Chapitre 277 : ROUGH AND TUMBLE |                   |               |                 |                   |
| 18 | 18 septembre 2003 | 4-08-617895-8 | 16 avril 2025   | 978-2-81-166848-8 |
| Personnages en couverture : Taison Maeda, Katsuji Yamashita, Yoneji Sawamura, Ohashi Hidekazu, Hiroto Ohba, Ebihara Masatoshi, Seiji Toguchi, Mutoh Akiyoshi, Ishimatsu, Koheiji Nakata et Wajima MasutatsuListe des chapitres : - Chapitre 278 : T'as pas peur ? (コワクナイノカ, Kowakunainoka) - Chapitre 279 : Le retour du poisson migrateur (蘇生する回遊魚, Sosei suru sakana) - Chapitre 280 : Débandade (バラバラ, Barabara) - Chapitre 281 : Kick the Wall - Chapitre 282 : Taison le grand (天上天下唯我太尊, Tenjō tenge Yuiga Taison) - Chapitre spécial : Mini Blues ♡ Ⅷ (ろくでなしぶるーちゅ♡Ⅷ, Rokudenashi Buru-chu ♡ Ⅷ) - Chapitre 283 : Making a rebellion - Chapitre 284 : La longue journée des grands photographes (アラーキーたちの長い一日, Arākǐ-tachi no nagai tsuitachi) - Chapitre 285 : Le vrai du faux d'un arnaqueur (ペテン師のウソとホント, Petenshi no uso to honto) - Chapitre 286 : Vague de restructurations (リストラの波, Risutota no nami) - Chapitre 287 : L'heure du rendez-vous (デートの時間, Dēto no jikan) - Chapitre 288 : A criminal got angry - Chapitre 289 : Le coup franc de Zico (ジーコのフリーキック, Jīko no furīikku) - Chapitre 290 : Walk about the street - Chapitre 291 : Manque de calcium (カルシウムが足りない, Karushiumu ga tarinai) - Chapitre 292 : FOLLOW WIND - Chapitre 293 : Superstar (スーパースター, Sūpā sutā) |                   |               |                 |                   |
| 19 | 18 septembre 2003 | 4-08-617896-6 | 18 juin 2025    | 978-2-81-166849-5 |
| Personnage en couverture : Taison MaedaListe des chapitres : - Chapitre 294 : En train de vivre son rêve (夢の途中, Yume no tochū) - Chapitre 295 : Chiaki a envie de pleurer (泣きたい千秋, Nakitai senshū) - Chapitre 296 : SPARKS WILL FLY - Chapitre 297 : TONIGHT'S THE NIGHT - Chapitre 298 : Requiem pour l'empereur Chavez (帝王チャベスに引導を, Teiō Chabesu ni indō o) - Chapitre 299 : La chance d'avoir un bon rival (ライバルに恵まれた奴, Raibaru ni megumareta yatsu) - Chapitre 300 : FIGHT TOOTH AND NAIL - Chapitre 301 : POWER OF LOVE - Chapitre 302 : Tu as vraiment tout manger ? (本当に食べたの？, Hontōni tabeta no?) - Chapitre spécial : Mini Blues ♡ Ⅸ (ろくでなしぶるーちゅ♡Ⅸ, Rokudenashi Buru-chu ♡ Ⅸ) - Chapitre 303 : I believe that he is right. - Chapitre 304 : Retrouvez le prince charmant ! (王子様を探せ, Ōji-sama o sagase) - Chapitre 305 : Leonard contre Tyson (Rire) (レナードVSタイソン(笑), Renādo VS Taison (Emi)) - Chapitre 306 : THE MAN OF THE MEN - Chapitre 307 : Le roi des chanceux (無敵のラッキーボーイ, Muteki no rakkībōi) - Chapitre 308 : La photographie à bon escient (正しい写真の楽しみ方, Tadashī shashin no tanoshimi-kata) - Chapitre 309 : CHANGES - Chapitre spécial : Mini Blues ♡ Ⅹ (ろくでなしぶるーちゅ♡Ⅹ, Rokudenashi Buru-chu ♡ Ⅹ)                                                                           |                   |               |                 |                   |
| 20 | 17 octobre 2003   | 4-08-617897-4 | 27 août 2025    | 978-2-81-166850-1 |
| Personnages en couverture : Les Rois du Ciel (Taison Maeda, Onizuka, Yakushiji et Kasaï)Liste des chapitres : - Chapitre 310 : RETURN TO ŌSAKA - Chapitre 311 : 阪神ファンなら跳べ！ (Hanshin fan'nara tobe!) - Chapitre 312 : Prestuplenie i nakazanie - Chapitre 313 : WHITE RIOT - Chapitre 314 : 大阪のヤンキー (Ōsaka no yankī) - Chapitre 315 : まだまだ未熟 (Madamada mijuku) - Chapitre 316 : 曲がったまま (Magatta mama) - Chapitre 317 : ヘタレ (Hetare) - Chapitre 318 : Act out of duty - Chapitre 319 : 窮<PREDICAMENT>地 (Kyū <PREDICAMENT> Chi) - Chapitre 320 : 男のけじめ その二 (Otoko no kejime sono ni) - Chapitre 321 : 10円玉戻る (10-En tama modoru) - Chapitre 322 : 自由席(1～5号車)で帰ろう (Jiyū seki (1 ~ 5 Gōsha) de kaerō) - Chapitre 323 : Trust him in everything! - Chapitre 324 : UNDER MY THUMB - Chapitre 325 : 報復のシステム (Hōfuku no shisutemu) - Chapitre 326 : アメとムチ (Ame to muchi) - Chapitre 327 : すべては義理か!? (Subete wa giri ka!?) |                   |               |                 |                   |

#### Volumes 21 à 25
| no | Japonais         | Japonais      | Français        | Français          |
| no | Date de sortie   | ISBN          | Date de sortie  | ISBN              |
| --- | ---------------- | ------------- | --------------- | ----------------- |
| 21 | 17 octobre 2003  | 4-08-617898-2 | 22 octobre 2025 | 978-2-81-166851-8 |
| Personnages en couverture : Taison Maeda, Katsuji Yamashita, Yoneji Sawamura, Mutoh Akiyoshi, Ohashi Hidekazu, Hiroto Ohba, Seiji Toguchi, Ebihara Masatoshi, Ishimatsu, Koheiji Nakata et Joichiro ToguchiListe des chapitres : - Chapitre 328 : 皆殺しのメロディ (Minagoroshi no merodi) - Chapitre 329 : ベクトル (Bekutoru) - Chapitre 330 : 総括の名のもとに (Sōkatsu no na no moto ni) - Chapitre 331 : READY STEADY GO - Chapitre 332 : INSEPARABLE RELATION - Chapitre 333 : 実行犯特定 (Jikkō-han tokutei) - Chapitre 334 : 立派な人びと (Rippana hitobito) - Chapitre 335 : 野望・信頼・策略・崩壊 (Yabō ・ Shinrai ・ Sakuryaku ・ Hōkai) - Chapitre 336 : BURNING UP - Chapitre 337 : サンシャインの下の下 (Sanshain no ge no ge) - Chapitre 338 : There ain't no stopping me - Chapitre 339 : 新しいブタ (Atarashī buta) - Chapitre 340 : 絶望的構図 (Zetsubō-teki kōzu) - Chapitre 341 : 楽な街 (Rakuna machi) - Chapitre 342 : You keep on fighting 'til you're dead - Chapitre 343 : NO PARKING - Chapitre 344 : プライドの上のパワー (Puraido no ue no pawā) |                  |               |                 |                   |
| 22 | 18 novembre 2003 | 4-08-617899-0 | 3 décembre 2025 | 978-2-81-166852-5 |
| Personnage en couverture : Taison MaedaListe des chapitres : - Chapitre 345 : 暴かれた野望 (Abaka reta yabō) - Chapitre 346 : 川島組 (Kawashima-gumi) - Chapitre 347 : DENY - Chapitre 348 : MASS FOR THE DEAD - Chapitre 349 : 四天王たち (Shiten'nō-tachi) - Chapitre 350 : 木に緑りて魚を求む (Ki ni midoririte sakana o motomu) - Chapitre 351 : 亡霊のしわざ (Bōrei no shi waza) - Chapitre 352 : FINISH OFF - Chapitre 353 : Boys always work it out - Chapitre spécial : ろくでなしぶるーちゅ♡Ⅺ (Rokudenashi Buru-chu ♡ Ⅺ) - Chapitre 354 : O.J. - Chapitre 355 : NO MORE フォーク (NO MORE Fōku) - Chapitre 356 : 恋に破れて胸がはりさけそうな毛深いヘラクレス (Koi ni yaburete mune ga harisake-sōna kebukai Herakuresu) - Chapitre 357 : I LOVE 女神様 (I LOVE Megami-sama) - Chapitre 358 : 誤解されやすい (Gokai sa re yasui) - Chapitre 359 : Love and reason do not go together - Chapitre 360 : Watch me! |                  |               |                 |                   |
| 23 | 18 novembre 2003 | 4-08-618001-4 |                 |                   |
| Titre du volume : Taison MaedaListe des chapitres : - Chapitre 361 : イメージ (Imēji) - Chapitre 362 : 軍団ステータス理論 (Gundan sutētasu riron) - Chapitre 363 : 虎の威 (Tora no I) - Chapitre 364 : ROLLING ON - Chapitre 365 : 嫉<JEALOUSY>妬 (Shi <JEALOUSY> To) - Chapitre 366 : 英雄にあこがれて (Eiyū ni akogarete) - Chapitre 367 : NEVER - Chapitre spécial : ろくでなしぶるーちゅ♡ⅩⅡ (Rokudenashi Buru-chu ♡ ⅩⅡ) - Chapitre 368 : 進路 (Shinro) - Chapitre 369 : 花ざかり (Hana-zakari) - Chapitre 370 : ドジャーブルーな男と女 (Dojāburūna otome) - Chapitre 371 : 母より (Haha yori) - Chapitre 372 : SWEET LITTLE SIXTEEN - Chapitre 373 : いじめられ上手 (Ijime rare jōzu) - Chapitre 374 : TACOYAKI-上を向いて走ろう (TACOYAKI-Ue o muite hashirō) - Chapitre 375 : Long for his glory - Chapitre 376 : I JUST WANT TO MAKE LOVE TO YOU |                  |               |                 |                   |
| 24 | 12 décembre 2003 | 4-08-618002-2 |                 |                   |
| Personnage en couverture : Taison MaedaListe des chapitres : - Chapitre spécial : ろくでなしぶるーちゅ♡FINAL (Rokudenashi Buru-chu ♡ FINAL) - Chapitre 377 : 告白 (Kokuhaku) - Chapitre 378 : Go！Go！ダスティン・ホフマン (Go! Go! Dasutin Hofuman) - Chapitre 379 : 体当たりの教育は怖い (Karada atari no kyōiku wa kowai) - Chapitre 380 : 春はまだか!? (Haru wa mada ka!?) - Chapitre 381 : Love Me Tender - Chapitre 382 : 田淵と江夏 (Tabuchi to Enatsu) - Chapitre 383 : 大事なテスト (Daijina tesuto) - Chapitre 384 : YA・SA・SHI・I・MA・E・DA・KU・N - Chapitre 385 : 後<REPENTANCE>悔 (Kō <REPENTANCE> Kai) - Chapitre 386 : HAPPY BIRTHDAY TO YOU - Chapitre 387 : Just another love - Chapitre 388 : 君がやさしくしてくれた (Kimi ga yasashiku shite kureta) - Chapitre 389 : STRAIGHT TO HELL - Chapitre 390 : IT'S ALL OVER NOW - Chapitre 391 : 男はつらいよ (Otoko wa tsuraiyo) - Chapitre 392 : サリーは何でもお見通し (Sarī wa nani demo o mitōshi) - Chapitre 393 : 手錠を外せ！ (Tejō o hazuse!)                                                        |                  |               |                 |                   |
| 25 | 12 décembre 2003 | 4-08-618003-0 |                 |                   |
| Personnage en couverture : Taison MaedaListe des chapitres : - Chapitre 394 : 起死回生 (Kishikaisei) - Chapitre 395 : SALLY TALKING - Chapitre 396 : LIAR - Chapitre 397 : プロボクサーの拳 (Purobokusā no ken) - Chapitre 398 : ヒステリックな朝 (Hisuterikkuna asa) - Chapitre 399 : 暴力と金とセックスと (Bōryoku to kin to sekkusu to) - Chapitre 400 : THEIR SATANIC MAJESTIES REQUEST - Chapitre 401 : 千秋の祈り (Senshū no inori) - Chapitre 402 : I can't get no satisfaction - Chapitre 403 : とりあえず••• (Toriaezu...) - Chapitre 404 : ヒロトSOS (Hiroto SOS) - Chapitre 405 : 仰いで天に愧じず (Aoide ten ni haijizu) - Chapitre 406 : HAPPY? - Chapitre 407 : WHITE GRADUATION - Chapitre 408 : NOT FADE AWAY - Chapitre final : LIKE A ROLLING STONE - Épilogue : あとがき•森田まさのり (Atogaki•Morita Masanori) |                  |               |                 |                   |

### Sources
1. ↑  (ja) « 週刊少年ジャンプ1988年25 », sur mediaarts-db.bunka.go.jp (consulté le 9 juin 2022)
2. ↑  (ja) « 週刊少年ジャンプ1997年10 », sur mediaarts-db.bunka.go.jp (consulté le 9 juin 2022)
3. ↑  « Le manga Rokudenashi Blues réédité aux éditions Pika », sur nautiljon.com, 2 avril 2022 (consulté le 10 juin 2022)
4. ↑  « Pika dévoile les premières pages de Rokudenashi Blues », sur nautiljon.com, 18 mai 2022 (consulté le 10 juin 2022)

### Œuvres
Édition japonaise
Rokudenashi Blues
1. 1 2 3 4 5  Tome 1
2. 1 2 3  Tome 42
3. 1 2 3  Tome 25
4. 1 2 3  Tome 12
5. 1 2  Tome 2
6. 1 2  Tome 3
7. 1 2  Tome 4
8. 1 2  Tome 5
9. 1 2  Tome 6
10. 1 2  Tome 7
11. 1 2  Tome 8
12. 1 2  Tome 9
13. 1 2  Tome 10
14. 1 2  Tome 11
15. 1 2  Tome 13
16. 1 2  Tome 14
17. 1 2  Tome 15
18. 1 2  Tome 16
19. 1 2  Tome 17
20. 1 2  Tome 18
21. 1 2  Tome 19
22. 1 2  Tome 20
23. 1 2  Tome 21
24. 1 2  Tome 22
25. 1 2  Tome 23
26. 1 2  Tome 24
27. 1 2  Tome 26
28. 1 2  Tome 27
29. 1 2  Tome 28
30. 1 2  Tome 29
31. 1 2  Tome 30
32. 1 2  Tome 31
33. 1 2  Tome 32
34. 1 2  Tome 33
35. 1 2  Tome 34
36. 1 2  Tome 35
37. 1 2  Tome 36
38. 1 2  Tome 37
39. 1 2  Tome 38
40. 1 2  Tome 39
41. 1 2  Tome 40
42. 1 2  Tome 41

Rokudenashi Blues Bunko
1. 1 2  Tome 1
2. 1 2  Tome 2
3. 1 2  Tome 3
4. 1 2  Tome 4
5. 1 2  Tome 5
6. 1 2  Tome 6
7. 1 2  Tome 7
8. 1 2  Tome 8
9. 1 2  Tome 9
10. 1 2  Tome 10
11. 1 2  Tome 11
12. 1 2  Tome 12
13. 1 2  Tome 13
14. 1 2  Tome 14
15. 1 2  Tome 15
16. 1 2  Tome 16
17. 1 2  Tome 17
18. 1 2  Tome 18
19. 1 2  Tome 19
20. 1 2  Tome 20
21. 1 2  Tome 21
22. 1 2  Tome 22
23. 1 2  Tome 23
24. 1 2  Tome 24
25. 1 2  Tome 25

Édition française
Racaille Blues
1. 1 2 3 4  Tome 1
2. 1 2  Tome 2
3. 1 2  Tome 3
4. 1 2  Tome 4
5. 1 2  Tome 5
6. 1 2  Tome 6
7. 1 2  Tome 7
8. 1 2  Tome 8
9. 1 2  Tome 9
10. 1 2  Tome 10
11. 1 2  Tome 11
12. 1 2  Tome 12
13. 1 2  Tome 13
14. 1 2  Tome 14
15. 1 2  Tome 15
16. 1 2  Tome 16
17. 1 2  Tome 17
18. 1 2  Tome 18
19. 1 2  Tome 19
20. 1 2  Tome 20
21. 1 2  Tome 21
22. 1 2  Tome 22
23. 1 2  Tome 23
24. 1 2  Tome 24
25. 1 2  Tome 25
26. 1 2  Tome 26
27. 1 2  Tome 27
28. 1 2  Tome 28
29. 1 2  Tome 29
30. 1 2  Tome 30
31. 1 2  Tome 31
32. 1 2  Tome 32
33. 1 2  Tome 33
34. 1 2  Tome 34
35. 1 2  Tome 35
36. 1 2  Tome 36
37. 1 2  Tome 37
38. 1 2  Tome 38
39. 1 2  Tome 39
40. 1 2  Tome 40
41. 1 2  Tome 41
42. 1 2  Tome 42

Rokudenashi Blues Édition Bunko
1. 1 2  Tome 1
2. 1 2  Tome 2
3. 1 2  Tome 3
4. 1 2  Tome 4
5. 1 2  Tome 5
6. 1 2  Tome 6
7. 1 2  Tome 7
8. 1 2  Tome 8
9. 1 2  Tome 9
10. 1 2  Tome 10
11. 1 2  Tome 11
12. 1 2  Tome 12
13. 1 2  Tome 13
14. 1 2  Tome 14
15. 1 2  Tome 15
16. 1 2  Tome 16
17. 1 2  Tome 17
18. 1 2  Tome 18
19. 1 2  Tome 19
20. 1 2  Tome 20
21. 1 2  Tome 21
22. 1 2  Tome 22